# Éphèbe d'Anticythère
L’éphèbe d'Anticythère est une statue de bronze du « second classicisme » grec, figurant un jeune homme et datant des années -340 / -330. Elle a été découverte en 1900 par des plongeurs dans l'épave d'Anticythère, au large de l'île d'Anticythère, en mer Égée. 
L'œuvre est conservée au Musée national archéologique d'Athènes. 

## La découverte
L'épave, datée de -70 à -60, mesure une cinquantaine de mètres, taille considérable pour l'époque. Elle contenait d'autres artéfacts célèbres, comme la machine d'Anticythère — un calculateur astronomique extrêmement perfectionné, plus vieux mécanisme à engrenage connu — ou la tête du philosophe (es), statue morcelée représentant un philosophe stoïcien. D'autres statues, en bronze mais aussi en marbre, ont été retrouvées, ainsi qu'une importante quantité de monnaies, comprenant des cistophores de Pergame et des monnaies éphésiennes. Il a été supposé que le navire était parti de la côte ionienne, voire d’Éphèse même. Aucun des objets découverts n'a pu être identifié comme originaire de la Grèce continentale.
La découverte de l'épave d'Anticythère inaugure une série d'autres découvertes de statues de bronzes au XXe siècle dans les mers Égée et Méditerranée, qui ont bouleversé la vision contemporaine de la sculpture grecque antique :
- l'épave de Mahdia, découverte en 1907 au large de la côte tunisienne ;
- l'éphèbe de Marathon, trouvé au large de Marathon en 1925 ;
- le dieu de l'Artémision, découvert en 1926 au large du cap Artémision (au nord de l'Eubée) ;
- les bronzes de Riace, trouvés en 1972 ;
- le satyre de Mazara del Vallo, trouvé au large de la côte occidentale de la Sicile en 1997 ;
- l'Apoxyomène, découvert au large de l'île croate de Lošinj en 1999.

## La statue
L'éphèbe d'Anticythère mesure 1,98 m, un peu plus que grandeur nature, datant des environs de 340 avant J.-C., elle est l'œuvre d'un sculpteur péloponnésien influencé par le Canon du sculpteur argien Polyclète, traité dans lequel ce dernier expose les rapports idéaux de taille entre les différentes parties du corps. Découvert en plusieurs fragments, il a fait immédiatement l'objet d'une restauration par le sculpteur Alexis André, corrigée dans les années 1950 par l'équipe de Chrístos Kourázos : l'abdomen est remodelé, la direction du regard, la connexion entre le torse et la cuisse droite ainsi que la position du bras droit sont modifiées. Cette seconde restauration est unanimement considérée comme un succès[réf. nécessaire].

## Iconographie
L’Éphèbe ne rappelle aucune figure iconographique courante, et aucune copie n'en a été retrouvée. Toutefois, la position de sa main droite semble indiquer qu'il tenait un objet sphérique, comme la pomme de discorde, ce qui pourrait évoquer le jugement de Pâris, évènement à l'origine de la guerre de Troie. L'éphèbe serait donc Pâris, offrant à Aphrodite — en échange de l'amour d'Hélène — une pomme dorée destinée à la plus belle des déesses. Cependant, les représentations traditionnelles de Pâris le figurent toujours encapé, et portant le bonnet phrygien. D'autres universitaires ont donc suggéré qu'il s'agirait d'un Hercule jeune et imberbe présentant à Aphrodite la pomme des Hespérides. Il pourrait également s'agir du héros Persée brandissant la tête de la Gorgone Méduse ; mais il s'agit là de l'hypothèse la moins probable.

## Galerie

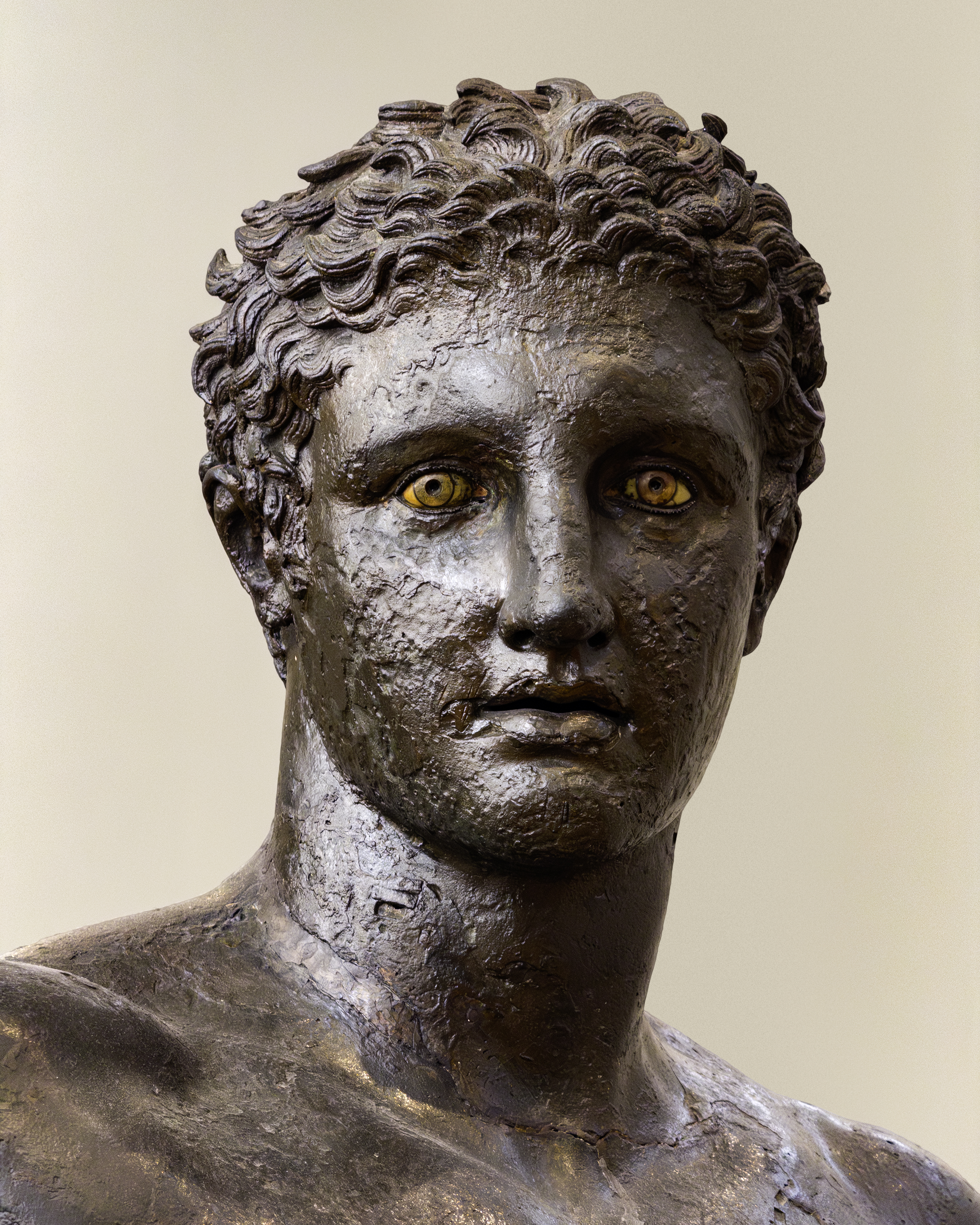
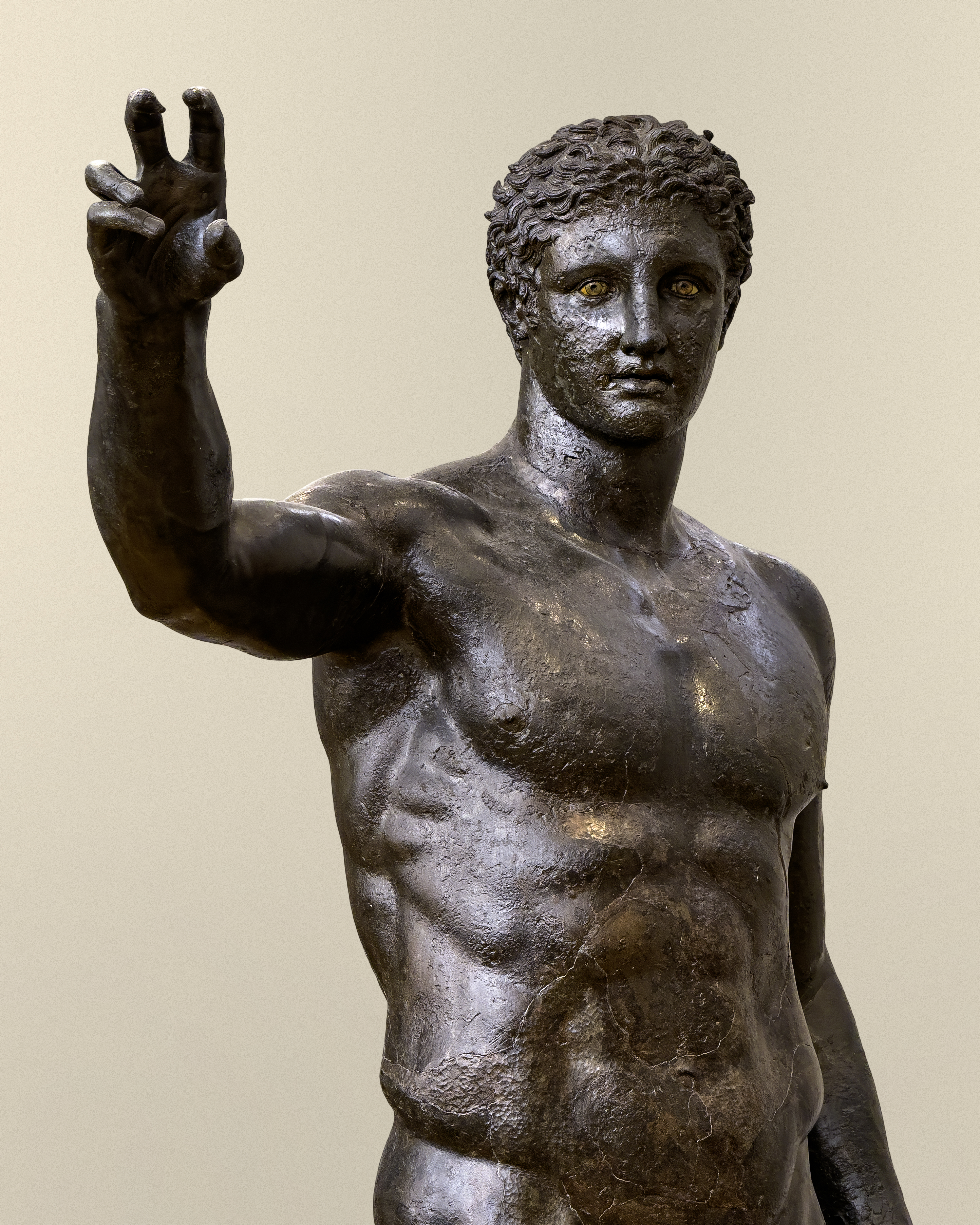
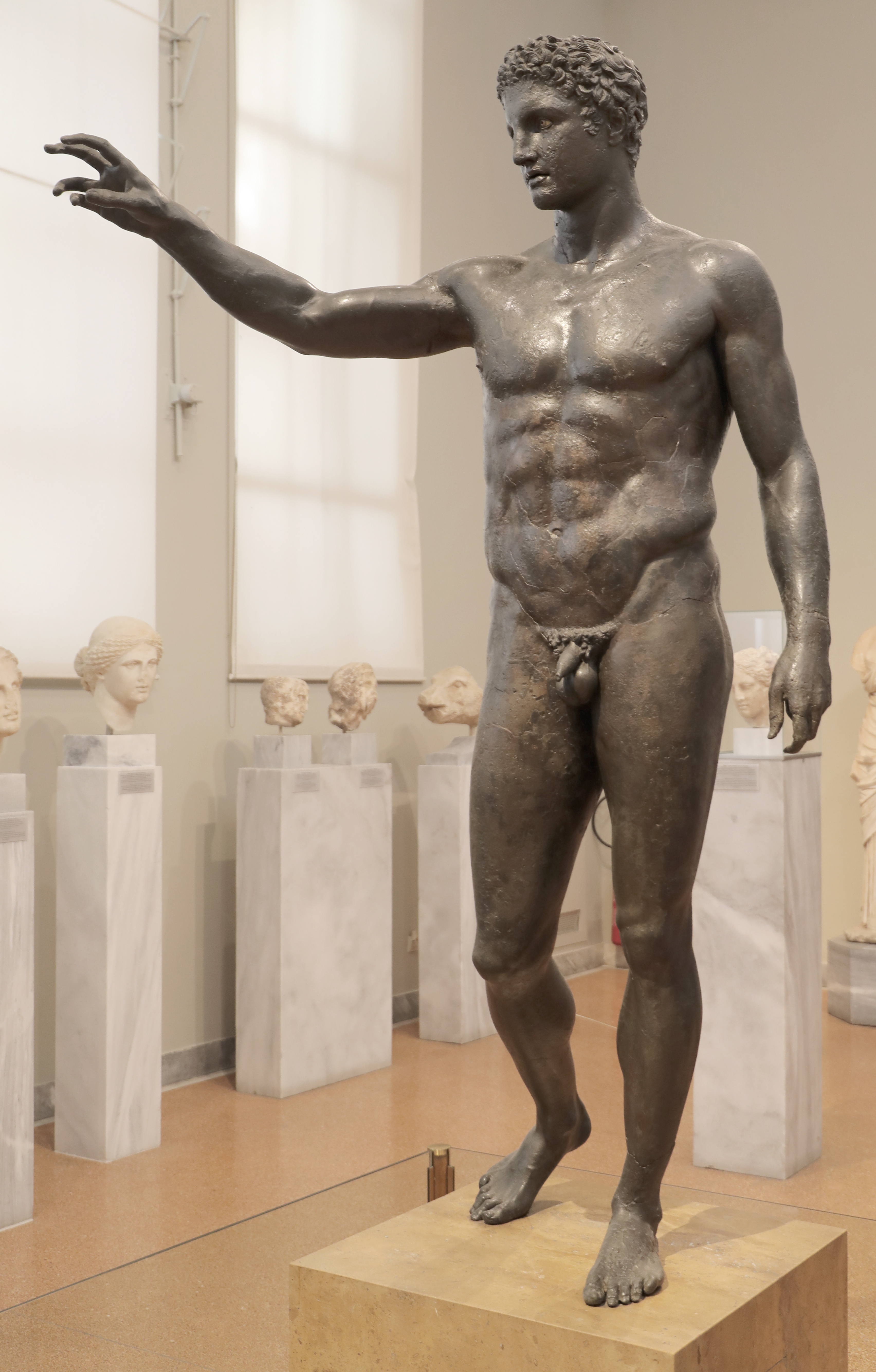
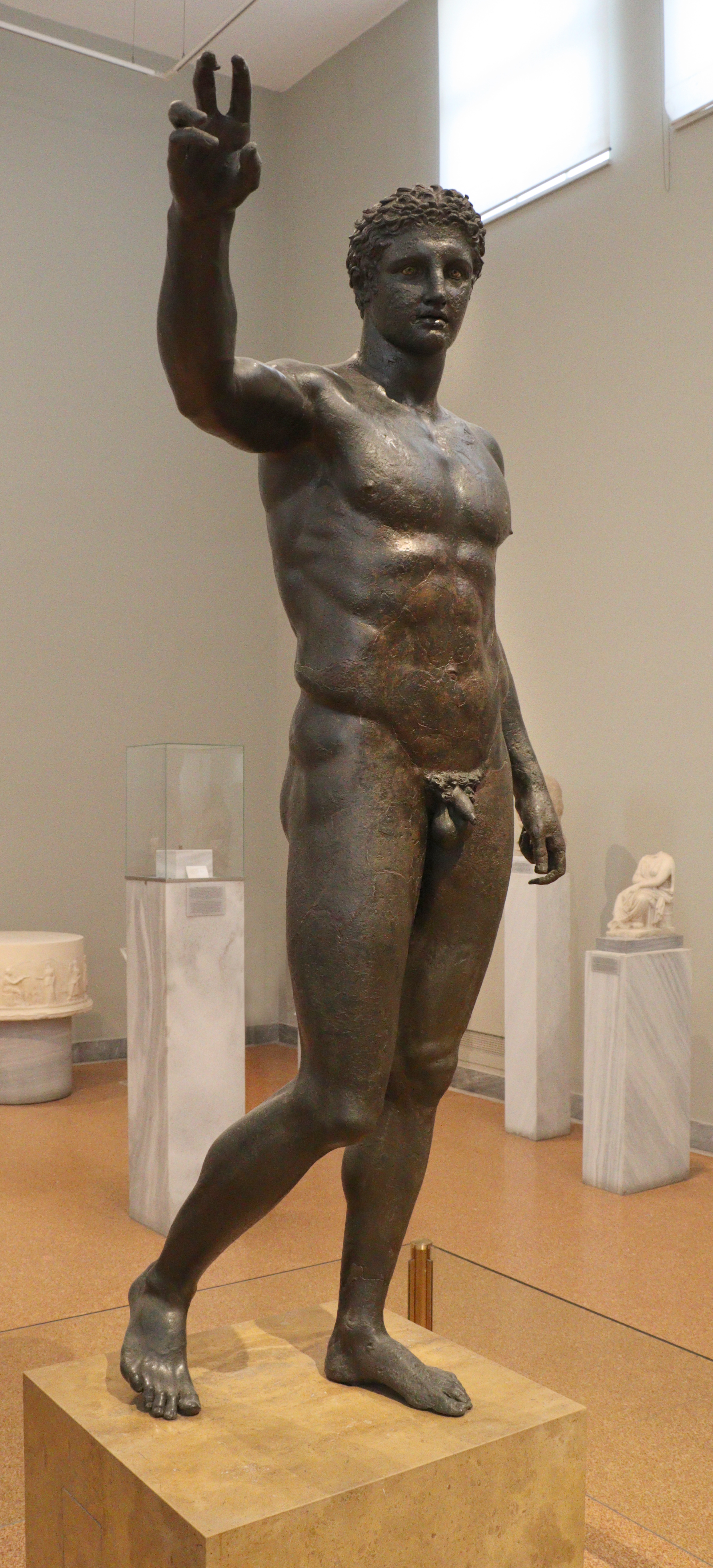
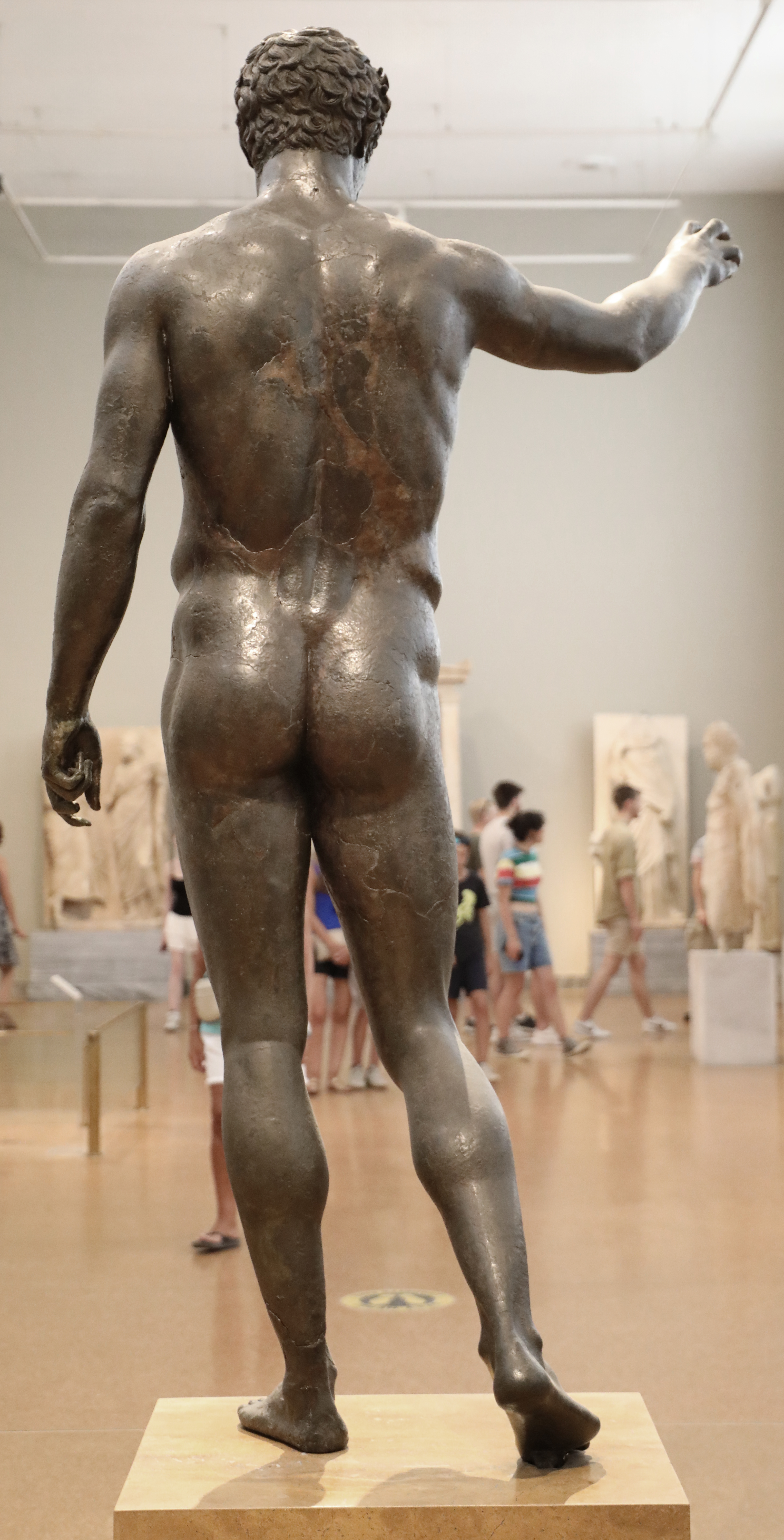